# Super Bowl XXXIII
Il Super Bowl XXXIII è stata la partita di finale della National Football League tra i vincitori della National Football Conference (NFC) e della American Football Conference (AFC) nella stagione del 1998 e venne giocata il 31 gennaio 1999 al Pro Player Stadium di Miami.
La partita vide affrontarsi i vincitori della NFC, gli Atlanta Falcons ed i vincitori della AFC, i Denver Broncos. I Broncos, dati favoriti per 7,5 a 1, hanno battuto agevolmente i Falcons.
Il quarterback dei Broncos John Elway a 38 anni è diventato il più vecchio giocatore di tutti i tempi ad essere nominato Super Bowl MVP. Ha completato 18 su 29 passaggi per 336 yards e un touchdown, ed ha inoltre segnato un touchdown su corsa di 3 yard.

## Formazioni titolari
Fonte:
     Membro della Pro Football Hall of Fame
| Denver            | Ruolo | Atlanta           |
| ----------------- | ----- | ----------------- |
| Attacco           |       |                   |
| Ed McCaffrey      | WR    | Terance Mathis    |
| Tony Jones        | LT    | Bob Whitfield     |
| Mark Schlereth    | LG    | Calvin Collins    |
| Tom Nalen         | C     | Robbie Tobeck     |
| Dan Neil          | RG    | Gene Williams     |
| Harry Swayne      | RT    | Ephraim Salaam    |
| Shannon Sharpe    | TE    | O.J. Santiago     |
| Rod Smith         | WR    | Tony Martin       |
| John Elway        | QB    | Chris Chandler    |
| Terrell Davis     | RB    | Jamal Anderson    |
| Howard Griffith   | FB-TE | Brian Kozlowski   |
| Difesa            |       |                   |
| Harald Hasselbach | LE    | Lester Archambeau |
| Keith Traylor     | LDT   | Travis Hall       |
| Trevor Pryce      | RDT   | Shane Dronett     |
| Maa Tanuvasa      | RE    | Chuck Smith       |
| John Mobley       | LOLB  | Cornelius Bennett |
| Glenn Cadrez      | MLB   | Jessie Tuggle     |
| Bill Romanowski   | ROLB  | Henri Crockett    |
| Ray Crockett      | LCB   | Ray Buchanan      |
| Darrien Gordon    | RCB   | Michael Booker    |
| Tyrone Braxton    | SS    | William White     |
| Steve Atwater     | FS    | Eugene Robinson   |

## Marcature
- 1° quarto:

field goal da 32 yard di Morten Andersen 0-3
touchdown di Howard Griffith su corsa da una yard (extra-point convertito) - 7-3
- 2° quarto: field goal da 26 yard di Jason Elam - 10-3

touchdown di Rod Smith su passaggio da 80 yard da John Elway (extra-point convertito) - 17-3
field goal da 28 yard di Morten Andersen - 17-6
- 3° quarto:

nessuna
- 4° quarto:

touchdown di Howard Griffith su corsa di una iarda (extra-point convertito) - 24-6
touchdown di John Elway su corsa di 3 yard (extra-point convertito) - 31-6
touchdown di Tim Dwight su ritorno di 94 yard su kick off (extra-point convertito) - 31-13
field goal da 37 yard di Jason Elam - 34-13
touchdown di Terance Mathis su passaggio di 3 yard da Chris Chandler (conversione da due punti non riuscita) - 34-19